# قوة طرد مركزي رد فعلية

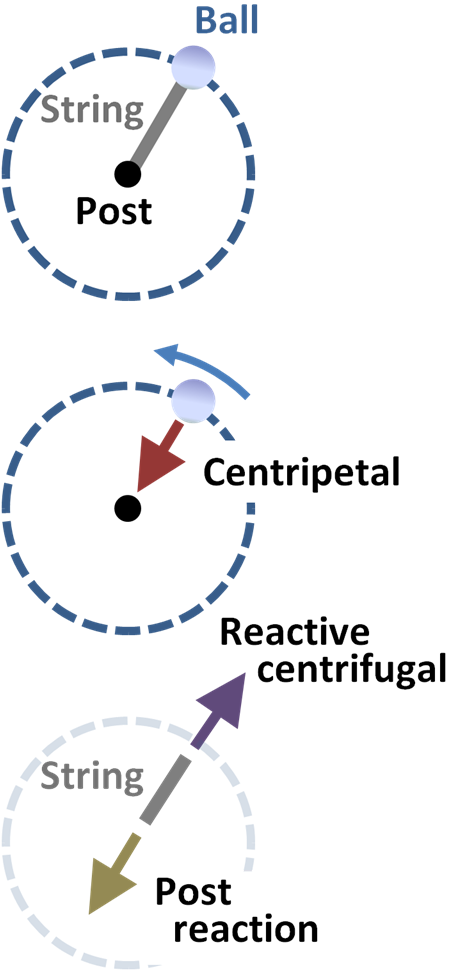

في الميكانيكا الكلاسيكية قوة الطرد المركزي رد الفعلية أو القوة النابذة رد الفعلية تشكل جزءًا من زوج فعل-رد فعل مع قوة جذب مركزي (قوة جابذة). وفق قانون نيوتن الأول في الحركة، يتحرك الجسم وفق خط مستقيم عند عدم تطبيق أي قوى خارجية عليه. ولكن يمكن أن يتبع الجسم مسارًا منحنيًا عند تطبيق قوة على الجسم: وعادةً ما تدعى هذه القوة قوة جذب مركزي، إذ أنها تتجه إلى مركز انحناء (تقعر) المسار. إذن وفق قانون نيوتن الثالث للحركة، سيكون هناك أيضًا قوة مساوية ومعاكسة بالاتجاه يطبقها الجسم على جسم ما آخر، كقيد ما يجبر المسار على أن يبقى منحنيًا، وقوة رد الفعل هذه، وهي موضوع المقال هذا، تدعى أحيانًا قوة طرد مركزي رد فعلية، إذ تتجه هذه القوة بالاتجاه المعاكس لقوة الجذب المركزي.
على العكس من قوة العطالة أو القوة الوهمية (غير العطالية) المعروفة باسم قوى الطرد المركزي، والتي دائمًا ما توجد مع قوة رد فعل في الإطار المرجعي الدوار، فإن القوة رد الفعلية هي قوة نيوتونية حقيقية يمكن ملاحظتها في أي إطار مرجعي. سيكون للقوتين نفس الشدة (الطويلة أو القيمة) فقط في الحالات الخاصة التي تنشأ فيها حركة دائرية ويكون محور الدوران هو نقطة الأصل (مركز الإحداثيات) للإطار المرجعي. قوة رد الفعل هي التي يعنى بها هذا المقال.

## القوى المتزاوجة
يظهر الشكل كرةً في حركة دائرية منتظمة تنتظم في مسارها بواسطة حبل مربوط بمسند غير قابل للحركة. تحافظ قوة جذب مركزي تطبق على الكرة بواسطة الحبل على الحركة الدائرية في هذا النظام، ويؤثر رد الفعل عليها، والذي يشير إليه البعض باسم القوة النابذة رد الفعلية، على كل من الحبل والمسند.
يشترط قانون نيوتن الأول أن يكون أي جسم لا يتحرك وفق خط مستقيم خاضعًا لقوة، ويظهر مخطط الجسم الحر القوة التي يؤثر بها الحبل على الكرة للمحافظة على الحركة الدائرية للكرة؟
ينص قانون نيوتن الثالث المتعلق بالفعل ورد الفعل على أنه إذا كان الحبل يطبق قوة جاذبة مركزية نحو الداخل على الكرة، فإن الكرة ستؤثر على الحبل بقوة مساوية ولكنها قوة رد فعل باتجاه الخارج على الحبل، وهو ما يظهر في مخطط الجسم الحر الخاص بالحبل بوصفه قوة طرد مركزي رد الفعلية.
ينقل الحبل قوة الطرد المركزي رد الفعلية من الكرة إلى المسند المثبت، ما يؤثر على المسند بقوة سحب. من جديد، يمكن القول وفق قانون نيوتن الثالث في الحركة إن المسند يؤثر على الحبل بقوة رد فعل، تسمى رد فعل المسند، تسحب الحبل. القوتان المؤثرتان على الحبل متساويتان ومتعاكستان، بحيث لا تطبقان قوة صافية على الحبل (بفرض أن الحبل مهمل الكتلة)، ولكنهما يخضعان الحبل لإجهاد شد.
سبب كون المسند «غير قابل للتحريك» ظاهريًّا هو أنه مثبت بالأرض. إذا كانت الكرة الدوارة مثبتةً على سبيل المثال بصاري قارب، فإن صاري القارب والكرة سيدوران معًا حول النقطة المركزية.